# 尖翅燕魚
尖翅燕鱼（学名：Platax teira，又稱燕魚，尖翅燕鯧、燕屋鯧、鷹鯧、挂鯧、蝙蝠魚、鯧仔、圓海燕、飛翼），為輻鰭魚綱鱸形目鱸亞目白鯧科燕魚屬的其中一種鱼類。

## 分布
本魚分於印度西太平洋區，印度洋非洲東岸、红海、東至澳大利亞、北至日本以及中國南海、台灣海峽等海域。包括南非、東非、馬達加斯加、留尼旺、模里西斯、葛摩、塞席爾群島、阿曼、馬爾地夫、聖誕島、可可群島、伊朗、巴基斯坦、印度、緬甸、泰國、韓國、日本、台灣、菲律賓、越南、柬埔寨、馬來西亞、印尼、巴布亞紐幾內亞、澳洲、馬紹爾群島、馬里亞納群島、密克羅尼西亞、帛琉、關島、新喀里多尼亞、萬那杜、南沙群島等海域。該物種的模式產地在葉門的魯海雅。

## 棲息水深
燕魚屬於暖水性中上層魚類。其多生活於海面漂浮物下，水深0至70公尺。

## 特徵

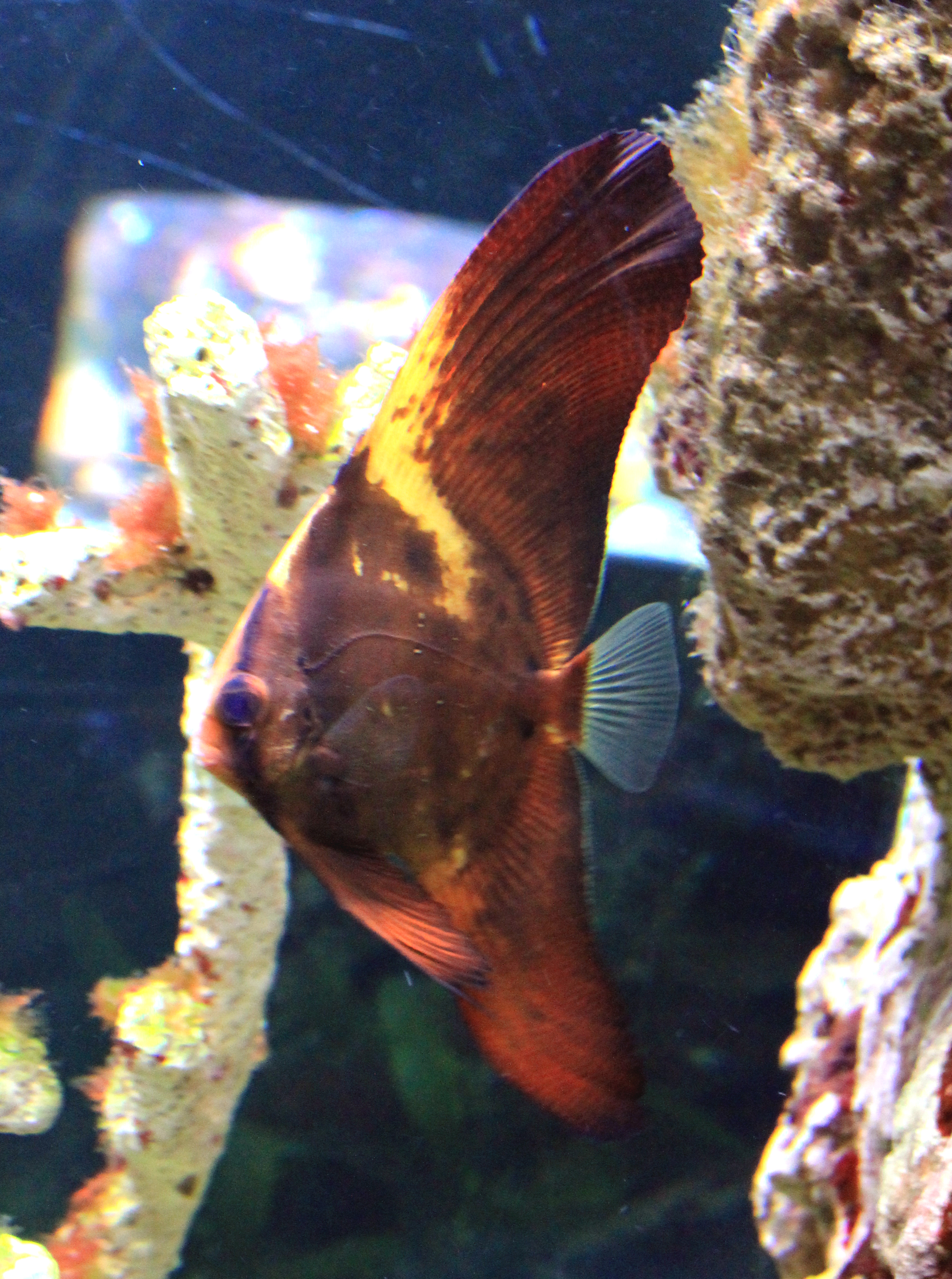
幼魚背鰭、腹鰭與臀鰭皆延長呈鐮刀狀，成魚各鰭變短，尾鰭雙凹形（攝於Prague sea aquarium）

本魚體極側扁，呈菱形，口小而圓鈍，眼大。側線呈弧形，幼魚魚體具2至3條黑色橫帶，背鰭、腹鰭與臀鰭皆延長呈鐮刀狀，成魚各鰭變短，尾鰭呈截形或雙凹形，上下葉或延長，背鰭硬棘5至6枚；背鰭軟條28至37枚；臀鰭硬棘3枚；臀鰭軟條22至28枚，體長可達70公分；奇鰭具黑邊、尾鰭基黑色、鰭條黃褐色。

## 生態
幼魚期棲息在淺海域的礁石邊或水表層隨漂流木及海藻團活動，成魚則在較深水域。生性溫馴，游速緩慢，屬雜食性，以浮游生物、藻類和小型無脊椎動物為食。

## 經濟利用
幼魚體態優美，可做為觀賞魚，成魚則可食用，肉質鮮美。

## 外部連結
- Froese, R. & Pauly, D. (eds.) (2011). Platax teira. FishBase. Version 2011-12.
- 幼魚図鑑 （页面存档备份，存于）

## 延伸閱讀
維基物種上的相關：尖翅燕鱼